# Deutsches Rechtswörterbuch
Das Deutsche Rechtswörterbuch (DRW) ist ein auch online vorliegendes Nachschlagewerk für die historische deutsche Rechtssprache. Das Großwörterbuch behandelt in alphabetischer Ordnung den rechtlich bedeutsamen Wortschatz des Deutschen (sowie weiterer westgermanischer Sprachen) von der Spätantike bis ins 19. Jahrhundert. Derzeit sind gut 100.000 Artikel aus den Buchstabenbereichen von A (wie Aachenfahrt) bis T (wie Toppschilling) fertig gestellt. Vom vierzehnten Band sind acht (von zehn) Lieferungen gedruckt.
Neben dem Deutschen Wörterbuch von Jacob und Wilhelm Grimm und dem Schweizerischen Idiotikon ist das DRW die umfassendste Darstellung deutscher Wortgeschichte.

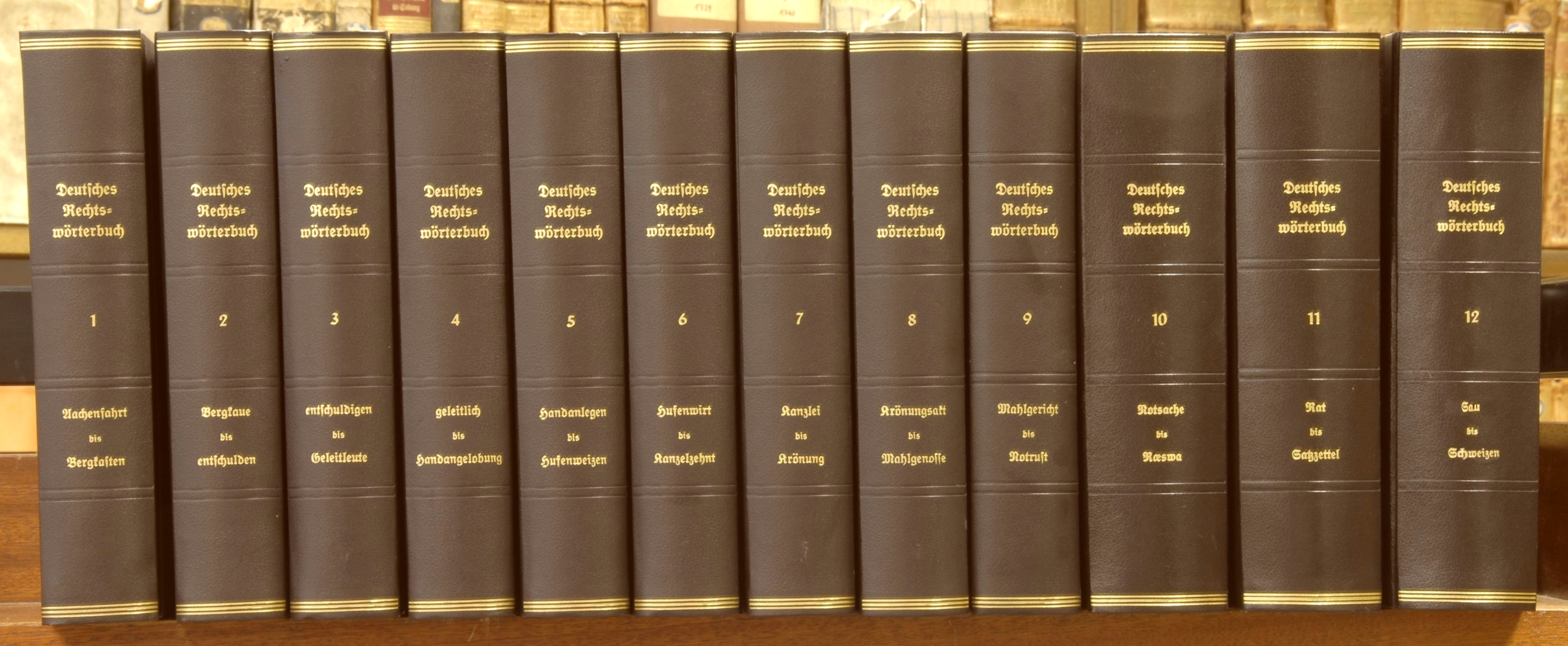
Die gedruckte Fassung des Deutschen Rechtswörterbuchs (DRW): Mittlerweile wird am vierzehnten Band gearbeitet. Über 100.000 Wortartikel auf 20.000 Druckspalten sind bislang publiziert.

## Zielsetzung und Aufbau
Als Wörterbuch im engeren Sinne erklärt das DRW die Bedeutungen der behandelten Wörter, geht zum Teil aber über reine Worterklärungen hinaus, indem es – wo nötig – mit knappen Erläuterungen auch auf (z. B. rechtliche) Zusammenhänge eingeht und einen möglichen Wortbedeutungswandel abzubilden sucht. Die alphabetisch angeordneten Wortartikel enthalten neben Lemma und Bedeutungserklärungen möglichst repräsentative Belegzitate, die sowohl die zeitliche als auch die geographische Verbreitung des jeweiligen Wortes widerspiegeln sollen. Da nicht nur Fachbegriffe des Rechts, sondern auch Wörter der Alltagssprache in das Wörterbuch aufgenommen werden, sobald sie in einem rechtlichen Kontext eine besondere Bedeutung erhalten, stellt das DRW ein wichtiges Hilfsmittel für alle historisch arbeitenden Disziplinen dar, die mit Textquellen des deutschen oder westgermanischen Sprachraums arbeiten. Nicht zuletzt in seiner allgemein und frei zugänglichen Onlineversion wird das Wörterbuch daher auch weit über die deutschen Grenzen hinaus genutzt.
Die Aufgabe des DRW besteht darin, die Geschichte des älteren deutschen Rechtswortschatzes wie auch der rechtlich relevanten Bedeutungen des Allgemeinwortschatzes vom Beginn der schriftlichen Überlieferung im 5. Jahrhundert bis 1815 semasiologisch darzustellen. Die derzeit ältesten ins DRW aufgenommenen Belege stammen vor 384 n. Chr. bzw. 479 n. Chr. Das DRW deckt somit einen Zeitraum von rund 1400 Jahren ab – weit mehr als die meisten anderen Wörterbücher. Das DRW ist ein Hilfsmittel für das Verständnis von schriftlichen Quellen, die diesen Wortschatz benutzen, geht aber in dieser Funktion weit über die eines Wörterbuches zu einer der vielen Fach- oder Berufssprachen hinaus, weil es sich in seiner Quellengrundlage nicht auf deutschsprachige Rechtstexte beschränkt, sondern auf Grund der engen Verflechtung von Allgemein- und Rechtssprache grundsätzlich jede Textsorte auf rechtlich relevantes Wortmaterial hin untersucht. Die Rechtssprache in dem Sinn, wie er im DRW gilt, ist diejenige, mit der auf rechtlich relevante Institutionen und Sachverhalte Bezug genommen werden kann.
In die Bezeichnung „deutsch“ im Titel sind unter anderem das Altsächsische, Altenglische, Altfriesische, Mittelniederländische und Mittelniederdeutsche einbezogen worden. Im Interesse der Lesbarkeit der Artikel wurden den altenglischen und altfriesischen Texten Übersetzungen beigegeben.
| Im DRW berücksichtigte Sprachen bzw. Sprachstufen     | Ungefährer Belegzeitraum   |
| ----------------------------------------------------- | -------------------------- |
| Volkssprachliche Wörter in frühen lateinischen Texten | 450–800                    |
| Altenglisch                                           | 600–1100                   |
| Althochdeutsch                                        | 600–1050                   |
| Langobardisch                                         | 650–1000                   |
| Altniederländisch                                     | 700–1200                   |
| Altsächsisch                                          | 800–1200                   |
| Altfriesisch                                          | 800–1500                   |
| Mittelniederländisch                                  | 1200–1600                  |
| Mittelniederdeutsch                                   | 1200–1650                  |
| Frühneuhochdeutsch                                    | 1350–1650                  |
| Neuhochdeutsch                                        | ab 1650 (– 1815/35 im DRW) |

## Geschichte

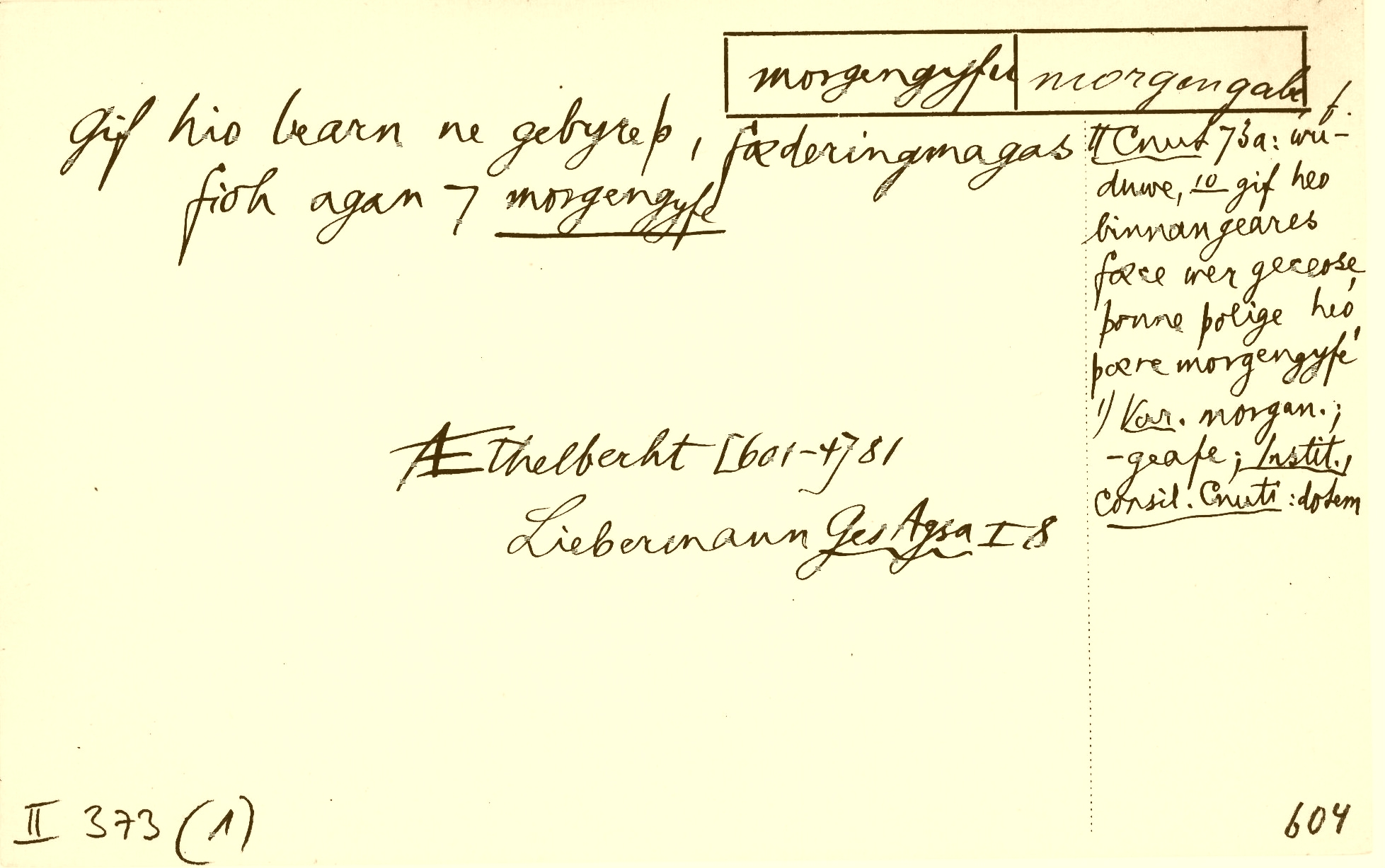
Ein sogenannter Belegzettel aus der Anfangszeit des Deutschen Rechtswörterbuchs: Hier wurde eine Fundstelle zum Wort „Morgengabe“ vermerkt. Rund 2,5 Millionen solcher Belegzettel sind die Basis für die Erstellung des Wörterbuchs. Heute kommt eine elektronische Datenbank hinzu.

Das DRW wurde, einer Anregung von Gottfried Wilhelm Leibniz aus dem Jahre 1700 folgend, im Jahre 1896/97 als Forschungsvorhaben der Preußischen Akademie ins Leben gerufen. Der Gründungskommission gehörten wichtige Persönlichkeiten der Zeit an: die Rechtshistoriker Karl von Amira, Heinrich Brunner, Ferdinand Frensdorff, Otto von Gierke und Richard Schröder sowie der Historiker Ernst Dümmler und der Sprachhistoriker Karl Weinhold. Der Heidelberger Rechtsgelehrte Richard Schröder übernahm die organisatorische Leitung; 1917 folgte ihm der Rechtshistoriker Eberhard Freiherr von Künßberg. Sitz des Wörterbuchunternehmens war von Anfang an in Heidelberg.
- Projektgründung 1897
- Publikationsbeginn 1912 (Quellenheft)
- Erste Wörterbuchlieferung 1914
- Konzeptionelle Reform 1970.

Träger des Deutschen Rechtswörterbuchs ist seit 1959 die Heidelberger Akademie der Wissenschaften. Seit 1980 wird das Rechtswörterbuch durch das Akademienprogramm finanziert. Als Laufzeitende ist das Jahr 2036 angegeben.
Mit der kostenfreien Internetpräsentation der gedruckten Bände und weiterer Materialien einschließlich digitalisierter Quellen seit 1999 gilt das DRW auf dem Feld der historischen Wörterbücher als ein Pionier bei der Nutzung der neuen Medien. Ab 1989 erfolgte elektronischer Textsatz, ab 1990 elektronische Belegerfassung und Manuskripterstellung, ab 1993 Umstellung auf eine lexikographische Datenbank. Heute verfügt DRW-Online über zahlreiche zusätzliche Recherchemöglichkeiten und Verlinkungen. Zudem werden in DRW-Online für Wörter, die zwar im DRW-Archiv nachgewiesen sind, aber (z. B. wegen später Erstbelegung) keinen Wortartikel erhalten haben, bei einer Erstbelegung bis einschließlich 1835 Kurznachweise (sog. Wortbelegungen) gezeigt.